# Sarah Bergeron-Larouche
Pour les articles homonymes, voir Bergeron et Larouche.
Sarah Bergeron-Larouche, née le 12 juillet 1987 à Québec, est une traileuse canadienne. Elle est championne du monde de raquette à neige 2015.

## Biographie
Sarah pratique divers sports d'équipes durant son enfance et s'oriente vers les sports d'endurance durant son adolescence. Elle se spécialise notamment en ski de fond et en cross-country.
Elle se révèle sur la scène internationale en 2015. Le 31 janvier, elle participe aux championnats du monde de raquette à neige courus dans le cadre du pentathlon des neiges à Québec. Elle réalise une excellente course en tête et parvient à résister aux attaques de l'Espagnole Laia Andreu pour remporter le titre avec quinze secondes d'avance sur cette dernière. Le 3 mai, elle prend le départ de son premier ultra-trail, au North Face Endurance Challenge New York de 50 kilomètres, n'ayant auparavant jamais couru une distance plus longue qu'un marathon. Elle s'y impose en 5 h 7 min 55 s. Le 18 juillet, elle prend part aux championnats NACAC de course en montagne à Cypress Mountain. Elle effectue une solide course et termine au pied du podium. Elle remporte la médaille d'argent au classement par équipes avec Chessa Adsit-Morris et Catrin Jones.
Le 18 novembre 2017, elle effectue une solide course sur les 50 kilomètres de la North Face Endurance Challenge California. Elle parvient à prendre la tête dans les dix derniers kilomètres pour aller chercher la victoire.
Le 5 mai 2018, elle s'impose une seconde fois sur les 50 kilomètres du North Face Endurance Challenge New York. Elle s'inscrit ensuite sur le 65 kilomètres de l'Ultra-Trail Harricana du Canada mais décide de ne pas prendre le départ pour des raisons familiales et de courir le 28 kilomètres à la place. Mais pour des questions d'organisations, elle revient sur sa décision et s'élance sur le 65 kilomètres. Faisant face à l'Américaine Hillary Allen, elle se retrouve seule en tête lorsque cette dernière abandonne en raisons de douleurs aux chevilles. Sarah s'impose aisément en 6 h 8 min 54 s.
Le 23 février 2019, elle s'impose pour la première fois sur le pentathlon des neiges en remportant la victoire haut la main. Le lendemain, elle s'élance sur l'épreuve de Coupe du monde ITU de triathlon d'hiver. Sarah effectue une excellente course pour terminer sur la troisième marche du podium.
Le 5 septembre 2020, elle remporte facilement sa deuxième victoire sur le 65 kilomètres de l'Ultra-Trail Harricana du Canada.
Après plusieurs saisons à se concentrer sur les trails, elle revient à la course en montagne en prenant part aux championnats du Canada de course en montagne sur l'épreuve de montée courue dans le parc régional du Massif-du-Sud. Elle domine l'épreuve et s'impose avec une minute et demi d'avance sur sa plus proche rivale pour décrocher le titre.

## Palmarès

### Trail
| no  | féminin            | Course                                          | Longueur | Départ            | Temps           |
| --- | ------------------ | ----------------------------------------------- | -------- | ----------------- | --------------- |
| 7e  | Médaille d'or      | Ultra-Trail Harricana du Canada - Trail 28K     | 28 km    | 13 septembre 2014 | 2 h 23 min 9 s  |
| 20e | Médaille d'or      | North Face Endurance Challenge New York         | 50 km    | 3 mai 2015        | 5 h 7 min 55 s  |
| 20e | Médaille d'argent  | North Face Endurance Challenge New York         | 50 km    | 30 avril 2016     | 5 h 4 min 15 s  |
| 7e  | Médaille d'or      | Whiteface SkyRace                               | 31 km    | 9 juillet 2016    | 3 h 14 min 37 s |
| 21e | Médaille de bronze | North Face Endurance Challenge California       | 50 km    | 3 décembre 2016   | 5 h 2 min 43 s  |
| 16e | Médaille d'or      | North Face Endurance Challenge California       | 50 km    | 18 novembre 2017  | 4 h 55 min 23 s |
| 11e | Médaille d'or      | North Face Endurance Challenge New York         | 50 km    | 5 mai 2018        | 4 h 56 min 15 s |
| 6e  | Médaille d'or      | Québec Mega Trail 70KM                          | 74 km    | 30 juin 2018      | 8 h 59 min 43 s |
| 8e  | Médaille d'or      | Ultra-Trail Harricana du Canada - 65K           | 62 km    | 8 septembre 2018  | 6 h 8 min 54 s  |
| 10e | Médaille d'or      | Whiteface SkyRace                               | 24 km    | 21 juillet 2019   | 3 h 25 min 42 s |
| 6e  | Médaille d'or      | Ultra-Trail Harricana du Canada - 65K           | 62 km    | 5 septembre 2020  | 6 h 4 min 36 s  |
| 5e  | Médaille d'or      | Ultra-Trail Harricana du Canada - 42K           | 43 km    | 11 septembre 2021 | 4 h 0 min 15 s  |
| 10e | Médaille d'or      | Ultra-Trail Harricana du Canada - 42K St-Siméon | 41 km    | 12 septembre 2021 | 4 h 53 min 40 s |
| 11e | Médaille d'or      | Trail du coureur des bois Duchesnay             | 34 km    | 23 mai 2022       | 2 h 52 min 58 s |
| 15e | Médaille d'or      | Trail La Clinique Du Coureur 50km               | 50 km    | 4 juin 2022       | 6 h 5 min 29 s  |
| 12e | Médaille d'argent  | Québec Mega Trail QMT50                         | 51,3 km  | 1er juillet 2022  | 5 h 44 min 51 s |
| 7e  | Médaille d'or      | Grindstone Trail Running Festival - 50k         | 52 km    | 21 septembre 2024 | 4 h 31 min 3 s  |
| 21e | Médaille d'argent  | Grand Raid Ventoux by UTMB - 50K                | 49 km    | 26 avril 2025     | 4 h 26 min 36 s |
| 7e  | Médaille d'argent  | Québec Méga Trail 50                            | 50 km    | 5 juillet 2025    | 5 h 35 min 58 s |

### Course en montagne
| no  | féminin       | Course                                                | Longueur | Départ          | Temps         |
| --- | ------------- | ----------------------------------------------------- | -------- | --------------- | ------------- |
| 20e | 4e            | Championnats NACAC de course en montagne              | 11 km    | 18 juillet 2015 | 1 h 9 min 1 s |
| 18e | Médaille d'or | Championnats du Canada de course en montagne - montée | 7 km     | 30 octobre 2021 | 44 min 6 s    |

### Raquette à neige
| no  | féminin       | Course                                    | Longueur | Départ          | Temps       |
| --- | ------------- | ----------------------------------------- | -------- | --------------- | ----------- |
|     | Médaille d'or | Championnats du monde de raquette à neige | 10 km    | 31 janvier 2015 | 57 min 28 s |
| 10e | Médaille d'or | Pentathlon des neiges                     | 10 km    | 3 mars 2017     | 52 min 14 s |
| 7e  | Médaille d'or | Snownergie                                | 10 km    | 8 février 2020  | 54 min 26 s |
| 8e  | Médaille d'or | Snownergie                                | 10 km    | 5 février 2022  | 42 min 0 s  |

## Records
| Épreuve      | Performance   | Date            | Lieu     |
| ------------ | ------------- | --------------- | -------- |
| 3 000 mètres | 9 min 57 s 24 | 25 février 2011 | Winnipeg |

## Palmarès en triathlon
Le tableau présente les résultats les plus significatifs (podium) obtenus sur le circuit international de triathlon d'hiver (S3) depuis 2019.
| Année | Compétition                      | Pays   | Position           | Temps           |
| ----- | -------------------------------- | ------ | ------------------ | --------------- |
| 2019  | Coupe du monde - étape du Québec | Canada | Médaille de bronze | 1 h 25 min 20 s |